# 191st Street
191st Street è una fermata della metropolitana di New York situata sulla linea IRT Broadway-Seventh Avenue. Nel 2019 è stata utilizzata da 2 333 160 passeggeri. È servita dalla linea 1, attiva 24 ore su 24.

## Storia
La stazione fu aperta il 14 gennaio 1911.

## Strutture e impianti
La stazione è posta 55 metri al di sotto di St. Nicholas Avenue, ha due banchine laterali e due binari. Il mezzanino è posizionato sopra il piano binari e ospita i tornelli e le scale per le banchine. Gli ingressi che portano al mezzanino sono due: il primo è un piccolo fabbricato viaggiatori vicino all'incrocio con 191st Street dotato di quattro ascensori, il secondo è un lungo tunnel pedonale che inizia nei pressi dell'incrocio tra Broadway e 190th Street.

## Interscambi
La stazione è servita da alcune autolinee gestite da NYCT Bus.
- Fermata autobus